# Функціональна електроніка
Функціональна електроніка — підрозділ твердотільної електроніки, що охоплює питання використання різноманітних фізичних явищ у твердих середовищах для інтеграції різн. схемотехнічних функцій в обсязі одного твердого тіла (функціональної інтеграції) та створення електронних пристроїв з такою інтеграцією. На відміну від схемотехнічної інтеграції функціонально простих елементів (резисторів, конденсаторів, діодів, транзисторів і т. ін.), які локалізовані в різн. ділянках твердого тіла і здатні виконувати складні схемотехн. ф-ції лише в сукупності, наприклад у складі ІС, що включає в себе також елементи зв'язку (міжз'єднання), при функціон. інтеграції складні схемотехн. ф-ції і їхні комбінації можуть реалізуватися фіз. процесами, що протікають у всьому робочому об'ємі твердого тіла. Перехід від схемотехн. інтеграції до функціональної дозволить усунути значну частину принципових і технологіч. труднощів, пов'язаних з необхідністю формувати в одному кристалі безліч дрібноструктурних елементів і міжз'єднань.
У цьому зв'язку схемотехн. інтеграцію наз. також технологічною, а функціон. інтеграцію — фізичною.
Ф. е. орієнтується на переважне використання хвильових процесів і розподілену взаємодію електромагн. полів з електронами і атомами у твердих середовищах. При створенні приладів Ф. е. можуть бути використані матеріали різної природи — НП, магнітодіелектрики, п'єзоелектрики, сегнетоелектрики, а також шаруваті гомо- і гетероструктури з цих матеріалів. Прикладами приладів Ф. е. є акустоелектронні прилади, прилади на хвилях просторового заряду в твердому тілі, прилади із зарядовим зв'язком, оптоелектронні пристрої з розподіленою взаємодією і т. ін.

## Напрямки
У залежності від типу використовуваної динамічної неоднорідності, континуального середовища, тієї чи іншої комбінації фізичних полів або явищ розрізняють такі напрямки функціональної електроніки як:
- Функціональна акустоелектроніка,
- Функціональна магнітоелектроніки,
- Функціональна оптоелектроніка,
- Функціональна діелектрична електроніка,
- Молекулярна електроніка

Існують також змішані напрямки (акустооптика, магнітооптоакустіка та інші).

## Див також
Радіаційна стійкість